# Liste des ministres des Finances de la Russie impériale

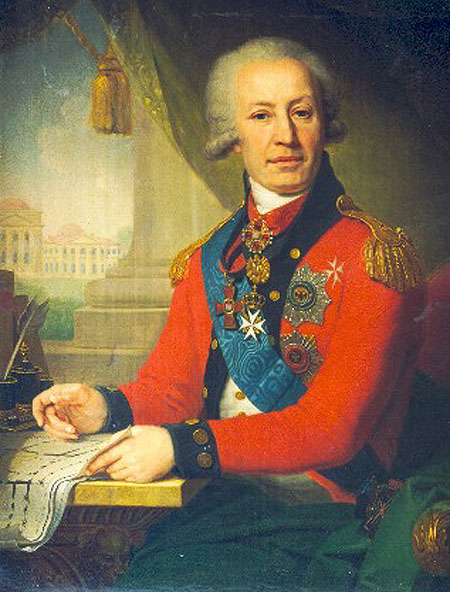
Le baron Alexeï Ivanovitch Vassiliev

Liste des ministres des Finances de la Russie impériale :
- Alexeï Vassiliev : 8 septembre 1802-15 août 1807;
- Fiodor Goloubtsov : 26 août 1807-1er janvier 1810;
- Dmitri Gouriev : 1er janvier 1810-22 avril 1823;
- Georges Cancrin : 22 avril 1823-1er mai 1844;
- Fiodor Vrontchenko : 1er mai 1844-6 avril 1852;
- Piotr Brok : 9 avril 1852-23 mars 1858;
- Alexandre Kniajevitch : 23 mars 1858-22 janvier 1862;
- Mikhaïl Reutern : 23 janvier 1862-7 juillet 1878;
- Samuel Greig : 7 juillet 1878-27 octobre 1880;
- Alexandre Abaza : 27 octobre 1880-6 mai 1881;
- Nicolas Bunge : 6 mai 1881-31 décembre 1886;
- Ivan Vichnegradski : 1er janvier 1887-30 août 1892;
- Serge Witte : 30 août 1892-16 août 1903;
- Édouard Pleske : 16 août 1903-4 février 1904;
- Vladimir Kokovtsov : 5 février 1904-24 octobre 1905;
- Ivan Chipov : 28 octobre 1905-24 avril 1906;
- Vladimir Kokovtsov : 26 avril 1906-30 janvier 1914;
- Piotr Bark : 30 janvier 1914-28 février 1917.

## Ministres des Finances du gouvernement provisoire

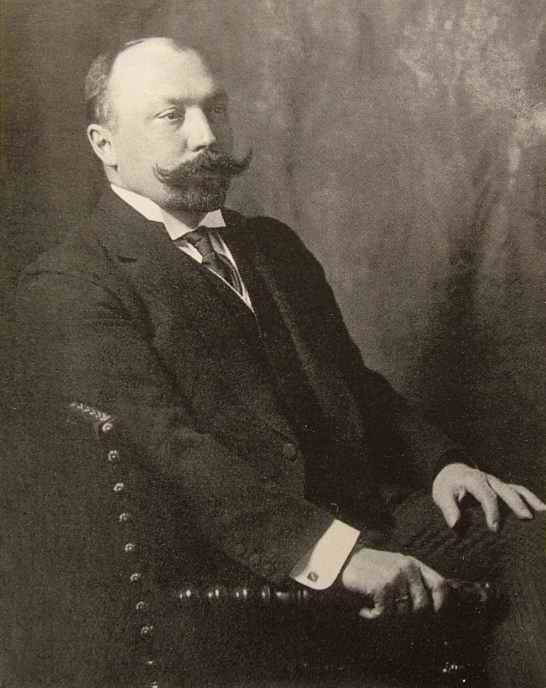
Piotr Bark, dernier ministre des Finances de la Russie impériale

- Mikhaïl Terechtchenko : 2 mars 1917-5 mai 1917 ;
- Andreï Chingarev : 5 mai 1917-2 juillet 1917 ;
- Alexeï Khrouchtchev (ru) : 11 juillet 1917-24 juillet 1917 (interim) ;
- Nikolaï Nekrasov : 25 juillet 1917-31 août 1917 ;
- Mikhaïl Bernatski (ru) : 2 septembre 1917-25 octobre 1917.